# شولومي دورا
شولومي دورا (بالعبرية: שלומי דורה‏) هو لاعب كرة قدم ومدرب كرة قدم إسرائيلي، ولد في 22 يونيو 1973 في زخرون يعكوف في إسرائيل. لعب مع مكابي نتانيا.